# Секки (лунный кратер)
Кратер Секки (лат. Secchi), не путать с кратером Секки на Марсе, — небольшой ударный кратер в области северо-западного побережья Моря Изобилия на видимой стороне Луны. Название присвоено в честь итальянского астронома Анджело Секки (1818—1878) и утверждено Международным астрономическим союзом в 1935 г.

## Описание кратера

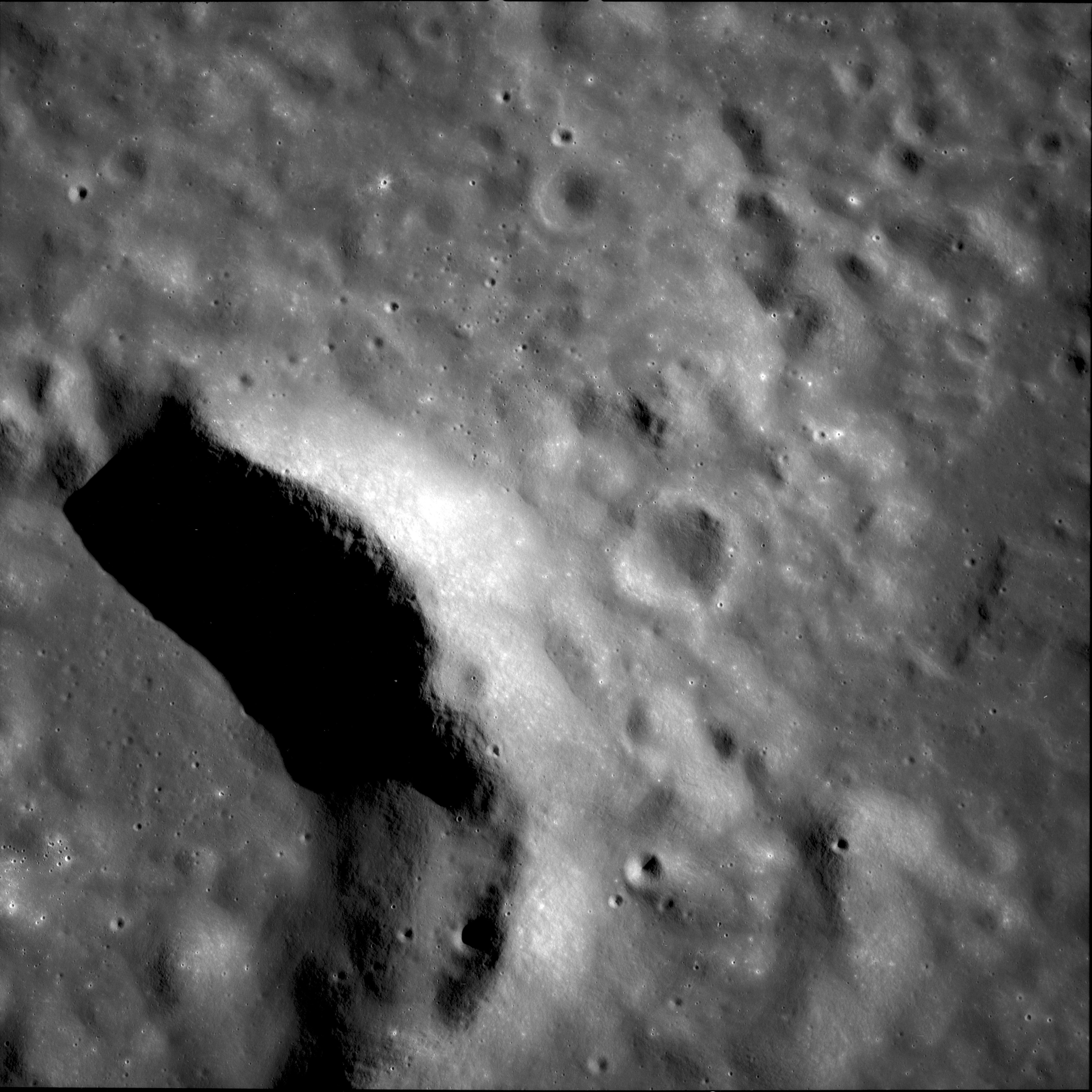
Кратер Секки. Снимок с борта Аполлона-11.

Кратер расположен в центральной части гор Секки. Ближайшими его соседями являются кратер Церингер на северо-западе; кратер Тарунций на северо-востоке; кратер Анвиль на востоке; кратер Мессье на юго-востоке и кратер Лаббок на юге-юго-западе. На северо-западе от кратера расположено Море Спокойствия, на юго-востоке — Море Изобилия, на юге — борозды Секки. Селенографические координаты центра кратера — 2°24′ с. ш. 43°34′ в. д. / 2,4° с. ш. 43,56° в. д., диаметр — 22,1 км, глубина — 1350 м.
Кратер Секки имеет близкую к циркулярной форму и значительно разрушен. Вал сглажен, в северной и южной части имеет широкие разрывы, от юго-западной части вала отходит короткий хребет. Высота вала над окружающей местностью достигает 810 м, объем кратера составляет приблизительно 300 км³. Дно чаши пересеченное в южной и ровное в северной части. В центре чаши находится поднятие местности высотой менее 500 м.

## Сателлитные кратеры
| Секки | Координаты                                          | Диаметр, км |
| ----- | --------------------------------------------------- | ----------- |
| A     | 3°16′ с. ш. 41°28′ в. д. / 3,26° с. ш. 41,47° в. д. | 4,9         |
| B     | 3°40′ с. ш. 41°31′ в. д. / 3,66° с. ш. 41,52° в. д. | 5,2         |
| G     | 3°56′ с. ш. 44°34′ в. д. / 3,94° с. ш. 44,57° в. д. | 6,7         |
| K     | 0°10′ ю. ш. 45°30′ в. д. / 0,17° ю. ш. 45,5° в. д.  | 6,0         |
| U     | 1°05′ с. ш. 42°11′ в. д. / 1,08° с. ш. 42,19° в. д. | 4,9         |
| X     | 0°46′ ю. ш. 43°40′ в. д. / 0,77° ю. ш. 43,67° в. д. | 4,7         |

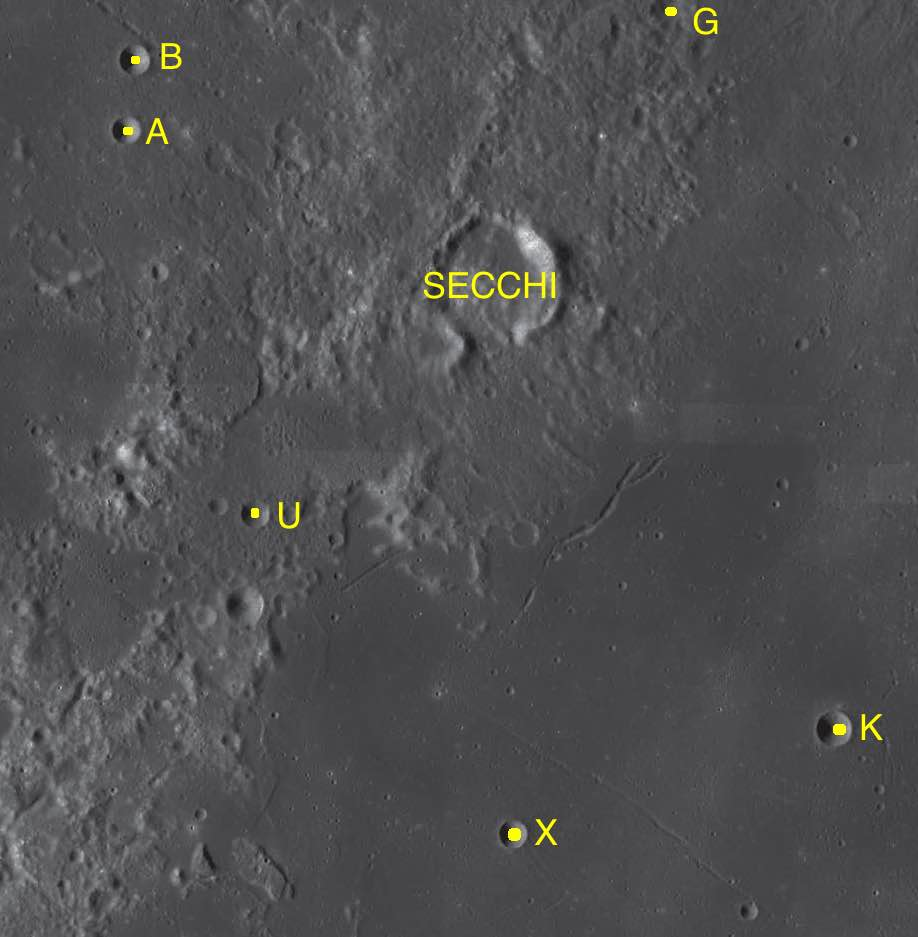
Фрагменты карт LAC-61, LAC-79.

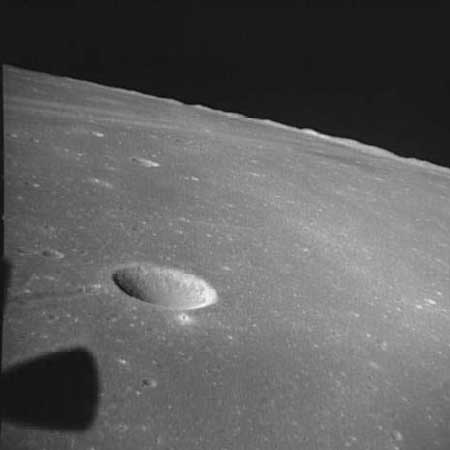
Сателлитный кратер Секки K. Снимок с борта Аполлона-10. На заднем плане виден двойной светлый луч от кратера Мессье и сателлитного кратера Мессье А.

- Во время подготовки полета Аполлона-10 астронавты называли сателлитный кратер Секки X «Потерянный кратер» (Lost crater).